# 20513 Lazio
20513 Lazio è un asteroide della fascia principale. Scoperto nel 1999, presenta un'orbita caratterizzata da un semiasse maggiore pari a 2,556801 UA e da un'eccentricità di 0,071927, inclinata di 2,734919° rispetto all'eclittica. Ha un diametro di 2,611 km e un'albedo di 0,195.
L'asteroide è dedicato alla regione italiana del Lazio, dove si trova l'osservatorio astronomico di Campo Catino.